# 351. strelska divizija (ZSSR)
351. strelska divizija (izvirno rusko 351. стрелковая дивизия; kratica 351. SD) je bila strelska divizija Rdeče armade v času druge svetovne vojne.

## Zgodovina
Divizija je bila ustanovljena septembra 1941 v Stalingradu in uničena maja 1942. Ponovno je bila ustanovljena avgusta 1942